# Ізворень
Ізворень (рум. Izvoreni) — село в Унгенському районі Молдови. Входить до складу комуни, адміністративним центром якої є село Богеній-Ной.

## Населення
За даними перепису населення 2004 року у селі проживали 152 особи.
Національний склад населення села:
| Національність | Кількість осіб | Відсоток |
| -------------- | -------------- | -------- |
| молдавани      | 151            | 99,3%    |
| гагаузи        | 1              | 0,7%     |
| Всього         | 152            | 100%     |